# Les Mille et Une Recettes du cuisinier amoureux
Pour plus de détails, voir Fiche technique et Distribution.
Les Mille et Une Recettes du cuisinier amoureux (Géorgien : შეყვარებული კულინარის 1001 რეცეპტი /Shekvarebuli kulinaris ataserti retsepti) est un film franco-géorgien de Nana Djordjadze sorti en 1996,,,.

## Synopsis
Tout commence à Paris, en 1995, par la découverte d'un manuscrit. Anton Gogladze (Jean-Yves Gautier), environ 50 ans, galeriste géorgien à Paris, fait la rencontre de Marcelle Ichak (Micheline Presle), environ 70 ans, nièce du grand cuisinier français Pascal Ichak (Pierre Richard) qui fut le célèbre cuisinier du président de la République géorgienne peu avant 1920. Anton Gogladze connaît bien le livre de cuisine qu'a écrit Pascal Ichak lors de son long séjour en Géorgie, il le connaît bien car il a passé les 7 premières années de son enfance en Géorgie auprès d'une mère morte jeune mais qui semblait passionnée de cuisine et surtout de la cuisine de ce livre, un livre qu'il a conservé. La mère d'Anton Gogladze était la princesse Cécilia Abachidze, morte relativement jeune dans le milieu des années 1940, tombée au pied de l'escalier de la maison où ils habitaient. Et Marcelle Ichak, qui ne parle ni ne lit le géorgien, lui demande de faire la traduction en français des parties écrites en géorgien d'une épaisse liasse de vieux manuscrits et nombreux courriers de la main de Pascal Ichak et de celle de Cécilia Abachidze qui fut sa compagne. Marcelle lui indique aussi que cela va peut-être l'intéresser plus qu'il ne pense car on trouve fréquemment dans ce manuscrit une personne portant son nom de famille, Gogladze, donc probablement son père, un officier de l'Armée Rouge géorgienne.
On découvre alors peu à peu l'histoire de Pascal Ichak, cuisinier et voyageur, à la recherche perpétuelle de saveurs typiques des pays traversés, et tombé tellement amoureux de la Géorgie qu'il décida d'y rester, devint cuisinier et ami personnel du Président de la république géorgienne qui appréciait hautement la France... puis refusa définitivement de quitter le pays au moment où les forces soviétiques de Lénine envahirent la Géorgie, renversèrent le pouvoir et instaurèrent la terreur militaire. De grand cuisinier réputé et adulé par les princes et les notables de l'ancien régime, plutôt que quitter le pays il préféra la déchéance lorsque son restaurant fut réquisitionné par l'Armée Rouge dont les officiers considéraient la bonne cuisine comme un élément du capitalisme, devint pendant des années le cuisinier des officiers, puis accepta finalement la mise en asile dans un simple grenier sous le toit de son ancien restaurant pendant quelques mois jusqu'à sa mort soudaine et celle de Cécilia.
Ce film est une histoire tragique, mais l'histoire d'un homme qui jusqu'à son dernier jour n'a jamais perdu le sens de l'humour. Ce film est aussi un véritable plaidoyer pour la cuisine de qualité, pour le bonheur des gourmets, pour la convivialité et les plaisirs de la table.

## Fiche technique
- Titre français : Les Mille et Une Recettes du cuisinier amoureux
- Titre original géorgien : შეყვარებული კულინარის 1001 რეცეპტი (Shekvarebuli kulinaris ataserti retsepti)
- Titre russe : Тысяча и один рецепт влюбленного кулинара, Tysyacha i odin retsept vlyublonnogo kulinara
- Réalisation : Nana Djordjadze
- Scénario : Irakli Kvirikadze
  - Adaptation et dialogues en français : André Grall
- Musique : Goran Bregović
- Directeur de la photographie : Georgi Beridze
- Production : Marc Ruscart
- Pays d'origine :  France et  Géorgie, coproduit avec  Belgique et  Ukraine
- Langues originales : géorgien, français et russe
- Genre : comédie romantique
- Format : couleur
- Durée : 100 minutes
- Budget : 17 000 000 de francs (estimation)
- Dates de sortie :
  - Géorgie : 6 juin 1996
  - Russie : 10 juin 1996
  - France : 8 janvier 1997

## Distribution
- Pierre Richard : Pascal Ichak
- Micheline Presle : Marcelle Ichak
- Jean-Yves Gautier : Anton Gogladze
- Nino Kirtadzé : Cecilia Abachidze
- Teimour Kamkhadze : Zigmund Gogladze
- Ramaz Tchkhikvadze : Anton Gogoladze
- Kakhi Kavsadze :  Le Président

## Distinctions

### Récompenses
- Festival international du film de Karlovy Vary 1996 : Meilleur acteur pour Pierre Richard

### Nominations
- Festival international du film de Karlovy Vary 1996 : Globe de Cristal
- Oscars 1997 : Oscar du meilleur film en langue étrangère (Géorgie)